# Centro de Lanzamiento de Barrera del Infierno
El Centro de Lanzamiento da Barrera del Infierno (Centro de Lançamento da Barreira do Inferno en portugués) es la base de los primeros lanzamientos de cohetes de Brasil, que fue establecido en 1965. 
El Centro de Lanzamiento da Barrera del Infierno está situado en el municipio de Parnamirim, cerca de la capital, Natal, estado de Rio Grande do Norte. Se concentran las operaciones de lanzamiento de cohetes desde las pequeñas y medianas empresas.

## Actividades actuales
- Seguimiento de vehículos de lanzamiento Ariane en conjunto con el Centro Espacial de Kourou, (Guayana Francesa) durante eventos como extinción, separación y encendido de los motores, entre otras acciones en telemedidas, de acuerdo con las disposiciones de un acuerdo con la Agencia Espacial Europea (ESA).[2]
- Seguimiento de vehículos lanzados desde el Centro de Lanzamiento de Alcântara.
- Continuación de pruebas y experimentos de interés para el Comando de la Fuerza Aérea Brasileña.
- Suministro de recursos operativos para el beneficio de experimentos de interés para la Armada y el Ejército de Brasil.
- Venta de servicios de lanzamiento y rastreo de cohetes suborbital a organismos nacionales y extranjeros.